# Фільмографія Бреда Пітта
Бред Пітт — американський актор і продюсер. Його акторська кар'єра почалася в 1987 році, коли йому було 23 роки, з ролі в хітові телесеріалі Fox «Джамп-стріт, 21». Згодом він з'явився в епізодах телевізійних шоу наприкінці 1980-х років і зіграв свою першу головну роль у фільмі-слешері Cutting Class (1989). Він отримав визнання у фільмах «Тельма і Луїза» (1991), «Там, де тече річка» (1992) і «Крутий світ» (1992). Пізніше він зіграв роль вампіра Луї де Пуант-дю-Лака в драмі жахів «Інтерв'ю з вампіром» (1994), а за роль в епічній драмі «Легенди осені» (1994) отримав свою першу номінацію на премію «Золотий глобус» в категорії Найкраща чоловіча роль.
Пітт знявся в комерційно успішному трилері «Сім» режисера Девіда Фінчера (1995), в якому він зіграв детектива. Його роль психічно хворого в науково-фантастичному фільмі «12 мавп» принесла йому премію «Золотий глобус» за найкращу чоловічу роль другого плану та номінацію на премію «Оскар» у тій же категорії. Після цього він зіграв роль Генріха Харрера в фільмі «Сім років у Тибеті» (1997) і Смерті і «Знайомтеся — Джо Блек» (1998). Пітт знову об'єднався з Фінчером, щоб знятися в апокаліптичному фільмі «Бійцівський клуб» (1999) у ролі лідера культу антиспоживачів Тайлера Дердена, роль, яка вимагала від нього вивчення боксу, тхеквондо та грепплінгу. На момент виходу фільм став критичним і комерційним розчаруванням, але з того часу він став культовим. Пітт зіграв Расті Раяна в комерційно успішній серії фільмів про пограбування «Трилогія Оушена» (2001–07). У 2002 році він отримав номінацію на премію «Еммі» за участь у ситкомі «Друзі» разом зі своєю тодішньою дружиною Дженніфер Еністон. Того ж року Пітт заснував виробничу компанію Plan B Entertainment, першим випуском якої став епічний військовий фільм «Троя» (2004) з Піттом у головній ролі. Він зіграв кілера разом з Анджеліною Джолі в комерційно успішній комедії «Містер і місіс Сміт» (2005).
У 2006 році Пітт продюсував кримінальну драму «Відступники» та знявся разом із Кейт Бланшетт у мультинаративній драмі «Вавилон»; перший отримав премію «Оскар» за найкращий фільм. Пітт зобразив однойменного чоловіка, який старіє навпаки, у драмі «Загадкова історія Бенджаміна Баттона» (2008) принесло йому номінацію на «Оскар» за найкращу чоловічу роль. Він зіграв головну роль в успішному військовому фільмі «Безславні виродки» (2009), і продюсував фільм про супергероїв «Пипець» і його продовження в 2013 році. У 2011 році він отримав визнання критиків за продюсування та головну роль у двох фільмах — експериментальній драмі «Дерево життя» та спортивній драмі «Людина, яка змінила все», обидва з яких були номіновані на премію «Оскар» як найкращий фільм. За останню він також отримав номінацію на найкращу чоловічу роль. Його найбільший комерційний успіх як головного актора прийшов з апокаліптичним фільмом «Світова війна Z» (2013), який зібрав у світовому прокаті 540 мільйонів доларів. Пітт продюсував драму «12 років рабства» (2013), за яку він отримав премію «Оскар» за найкращий фільм. У 2014 році він знявся у військовому фільмі «Лють», який отримав позитивні відгуки критиків і виявився успішним у прокаті. За роль дублера Леонардо Ді Капріо у фільмі Квентіна Тарантіно «Одного разу в… Голлівуді» (2019) він отримав премію «Оскар», «Золотий глобус» і премію BAFTA за найкращу чоловічу роль другого плану.

## Фільми
| Рік  | Назва                                      | Зазначено як | Зазначено як | Роль                     | Примітки               | Ref.          |
| Рік  | Назва                                      | Актор        | Продюсер     | Роль                     | Примітки               | Ref.          |
| ---- | ------------------------------------------ | ------------ | ------------ | ------------------------ | ---------------------- | ------------- |
| 1987 | Hunk                                       | Так          | Ні           | Людина на пляжі з напоєм | Не зазначений в титрах | [ 23 ]        |
| 1987 | No Man's Land                              | Так          | Ні           | Офіціант                 | Не зазначений в титрах | [ 24 ]        |
| 1987 | Менше нуля                                 | Так          | Ні           | Тусовщик                 | Не зазначений в титрах | [ 24 ]        |
| 1987 | Немає виходу                               | Так          | Ні           | Гість на вечірці         | Не зазначений в титрах | [ 25 ]        |
| 1988 | The Dark Side of the Sun                   | Так          | Ні           | Рік                      |                        | [ 24 ]        |
| 1989 | Щасливі разом                              | Так          | Ні           | Браян                    |                        | [ 26 ]        |
| 1989 | Прогулюючи уроки                           | Так          | Ні           | Двайт Інгаллс            |                        | [ 27 ]        |
| 1990 | Перегони по колу                           | Так          | Ні           | Джо Мелоні               |                        | [ 28 ]        |
| 1991 | Тельма і Луїза                             | Так          | Ні           | Джей Ді                  |                        | [ 29 ]        |
| 1991 | Джонні Замша                               | Так          | Ні           | Джонні Сьюд              |                        | [ 30 ]        |
| 1992 | Cool World                                 | Так          | Ні           | Френк Гарріс             |                        | [ 31 ]        |
| 1992 | Contact                                    | Так          | Ні           | Кокс                     | Короткометражний фільм | [ 32 ]        |
| 1992 | Там, де тече річка                         | Так          | Ні           | Пол Маклін               |                        | [ 33 ]        |
| 1993 | Каліфорнія                                 | Так          | Ні           | Ерл Грейс                |                        | [ 34 ]        |
| 1993 | Справжнє кохання                           | Так          | Ні           | Флойд                    |                        | [ 35 ]        |
| 1994 | Послуга                                    | Так          | Ні           | Елліот Фаулер            |                        | [ 36 ]        |
| 1994 | Інтерв'ю з вампіром                        | Так          | Ні           | Луї де Пон дю Лак        |                        | [ 37 ]        |
| 1994 | Легенди осені                              | Так          | Ні           | Трістан Ладлоу           |                        | [ 38 ]        |
| 1995 | Сім                                        | Так          | Ні           | Девід Міллс              |                        | [ 39 ]        |
| 1995 | 12 мавп                                    | Так          | Ні           | Джеффрі Гойнс            |                        | [ 40 ]        |
| 1996 | Ті, що сплять                              | Так          | Ні           | Майкл Салліван           |                        | [ 41 ]        |
| 1997 | The Devil's Own                            | Так          | Ні           | Рорі Девані              |                        | [ 42 ]        |
| 1997 | Сім років у Тибеті                         | Так          | Ні           | Генріх Гаррер            |                        | [ 43 ]        |
| 1998 | Знайомтеся — Джо Блек                      | Так          | Ні           | Джо Блек                 |                        | [ 44 ]        |
| 1999 | Бійцівський клуб                           | Так          | Ні           | Тайлер Дерден            |                        | [ 45 ]        |
| 2000 | Великий куш                                | Так          | Ні           | Міккі О'Ніл              |                        | [ 46 ]        |
| 2001 | Мексиканець                                | Так          | Ні           | Джеррі Велбах            |                        | [ 47 ]        |
| 2001 | Шпигунські ігри                            | Так          | Ні           | Том Бішоп                |                        | [ 48 ]        |
| 2001 | Одинадцять друзів Оушена                   | Так          | Ні           | Расті Раян               |                        | [ 49 ]        |
| 2003 | Синдбад: Легенда семи морів                | Так          | Ні           | Синдбад (голос)          |                        | [ 50 ]        |
| 2004 | Троя                                       | Так          | Ні           | Ахіллес                  |                        | [ 51 ]        |
| 2004 | Дванадцять друзів Оушена                   | Так          | Ні           | Расті Раян               |                        | [ 52 ]        |
| 2005 | Містер і місіс Сміт                        | Так          | Ні           | Джон Сміт                |                        | [ 53 ]        |
| 2006 | God Grew Tired of Us                       | Ні           | Виконавчий   | —                        |                        | [ 54 ]        |
| 2006 | Відступники                                | Ні           | Так          | —                        |                        | [ 55 ]        |
| 2006 | На гострій грані                           | Ні           | Так          | —                        |                        | [ 56 ]        |
| 2006 | Вавилон                                    | Так          | Ні           | Річард Джонс             |                        | [ 57 ]        |
| 2007 | The Tehuacan Project                       | Ні           | Виконавчий   | —                        | Короткометражний фільм | [ 58 ]        |
| 2007 | Year of the Dog                            | Ні           | Виконавчий   | —                        |                        | [ 59 ]        |
| 2007 | Її серце                                   | Ні           | Так          | —                        |                        | [ 60 ]        |
| 2007 | Тринадцять друзів Оушена                   | Так          | Ні           | Расті Раян               |                        | [ 61 ]        |
| 2007 | Як боязкий Роберт Форд убив Джессі Джеймса | Так          | Так          | Джессі Джеймс            |                        | [ 62 ]        |
| 2008 | Прочитати і спалити                        | Так          | Ні           | Чед Фельдхаймер          |                        | [ 63 ]        |
| 2008 | Загадкова історія Бенджаміна Баттона       | Так          | Ні           | Бенджамін Баттон         |                        | [ 64 ]        |
| 2009 | Безславні виродки                          | Так          | Ні           | Лейтенант Альдо Рейн     |                        | [ 65 ]        |
| 2009 | Дружина мандрівника в часі                 | Ні           | Виконавчий   | —                        |                        | [ 66 ]        |
| 2009 | Приватне життя Піппи Лі                    | Ні           | Виконавчий   | —                        |                        | [ 67 ]        |
| 2010 | Мегамозок                                  | Так          | Ні           | Метро Мен (голос)        |                        | [ 68 ]        |
| 2010 | Пипець                                     | Ні           | Так          | —                        |                        | [ 69 ]        |
| 2010 | Їсти молитися кохати                       | Ні           | Так          | —                        |                        | [ 70 ]        |
| 2011 | Древо життя                                | Так          | Так          | О'Браєн                  |                        | [ 71 ]        |
| 2011 | Людина, яка змінила все                    | Так          | Так          | Біллі Бін                |                        | [ 72 ]        |
| 2011 | Веселі ніжки 2                             | Так          | Ні           | Вілл Крілл (голос)       |                        | [ 73 ]        |
| 2012 | Пограбування казино                        | Так          | Так          | Джекі Коган              |                        | [ 74 ]        |
| 2013 | Всесвітня війна Z                          | Так          | Так          | Геррі Лейн               |                        | [ 75 ]        |
| 2013 | Big Men                                    | Ні           | Виконавчий   | —                        | Документальний фільм   | [ 76 ]        |
| 2013 | 12 років рабства                           | Так          | Так          | Семюел Басс              |                        | [ 77 ] [ 78 ] |
| 2013 | Радник                                     | Так          | Ні           | Вестрей                  |                        | [ 79 ]        |
| 2014 | Лють                                       | Так          | Виконавчий   | Сержант Дон Кольєр       |                        | [ 80 ]        |
| 2014 | Сельма                                     | Ні           | Виконавчий   | —                        |                        | [ 81 ]        |
| 2015 | Правдива історія                           | Ні           | Виконавчий   | —                        |                        | [ 82 ]        |
| 2015 | The Audition                               | Так          | Ні           | себе                     | Короткометражний фільм | [ 83 ]        |
| 2015 | Біля моря                                  | Так          | Так          | Роланд                   |                        | [ 84 ]        |
| 2015 | Hitting the Apex                           | Так          | Так          | оповідач                 | Документальний фільм   | [ 85 ]        |
| 2015 | Гра на пониження                           | Так          | Так          | Бен Рікерт               |                        | [ 86 ]        |
| 2016 | Місячне сяйво                              | Ні           | Виконавчий   | —                        |                        | [ 87 ]        |
| 2016 | Мандрівка часу                             | Так          | Так          | оповідач                 | Документальний фільм   | [ 88 ]        |
| 2016 | Шпигуни-союзники                           | Так          | Ні           | Макс Ватан               |                        | [ 89 ]        |
| 2016 | Загублене місто Z                          | Ні           | Виконавчий   | —                        |                        | [ 90 ] [ 91 ] |
| 2017 | Окча                                       | Ні           | Виконавчий   | —                        |                        | [ 92 ]        |
| 2017 | Машина війни                               | Так          | Так          | Генерал Глен Макмехон    |                        | [ 93 ]        |
| 2017 | Статус Бреда                               | Ні           | Виконавчий   | —                        |                        | [ 94 ]        |
| 2018 | Дедпул 2                                   | Так          | Ні           | Телфорд Портер / Ванішер | Камео                  | [ 95 ]        |
| 2018 | Гарний хлопчик                             | Ні           | Так          | —                        |                        | [ 96 ]        |
| 2018 | Якби Біл-стріт могла заговорити            | Ні           | Виконавчий   | —                        |                        | [ 97 ]        |
| 2018 | Влада                                      | Ні           | Так          | —                        |                        | [ 98 ]        |
| 2019 | The Last Black Man in San Francisco        | Ні           | Виконавчий   | —                        |                        | [ 99 ]        |
| 2019 | Одного разу в… Голлівуді                   | Так          | Ні           | Кліфф Бут                |                        | [ 100 ]       |
| 2019 | Король                                     | Ні           | Так          | —                        |                        | [ 101 ]       |
| 2019 | До зірок                                   | Так          | Так          | Майор Рой Макбрайд       |                        | [ 102 ]       |
| 2020 | Каджілліонер                               | Ні           | Виконавчий   | —                        |                        | [ 103 ]       |
| 2020 | Мінарі                                     | Ні           | Виконавчий   | —                        |                        | [ 104 ]       |
| 2020 | Чесний кандидат                            | Ні           | Виконавчий   | —                        |                        | [ 105 ]       |
| 2022 | Загублене місто                            | Так          | Ні           | Джек Трейнер             |                        | [ 106 ]       |
| 2022 | Батько нареченої                           | Ні           | Виконавчий   | –                        |                        |               |
| 2022 | Швидкісний поїзд                           | Так          | Ні           | Сонечко                  |                        | [ 107 ]       |
| 2022 | Вона сказала                               | Ні           | Виконавчий   | —                        |                        |               |
| 2022 | Говорять жінки                             | Ні           | Виконавчий   | —                        |                        | [ 108 ]       |
| 2022 | Білявка                                    | Ні           | Так          | —                        |                        | [ 109 ]       |
| 2022 | Вавилон                                    | Так          | Ні           | Джек Конрад              |                        | [ 110 ]       |
| 2023 | Landscape with Invisible Hand              | Ні           | Виконавчий   | —                        |                        | [ 111 ]       |
| 2024 | Боб Марлі: Одне кохання                    | Ні           | Виконавчий   | —                        |                        | [ 112 ]       |
| 2024 | Уявні друзі                                | Так          | Ні           | Кіт (голос)              |                        | [ 114 ]       |
| 2024 | Бітлджюс Бітлджюс                          | Ні           | Виконавчий   | —                        |                        | [ 115 ]       |
| 2024 | Самотні вовки                              | Так          | Так          | Нік                      |                        | [ 116 ]       |
| 2025 | Формула-1                                  | Так          | Так          | Сонні Хейс               |                        | [ 117 ]       |
| 2026 | Пригоди Кліффа Бута                        | Так          | Ні           | Кліфф Бут                |                        |               |

## Телебачення
| Рік          | Назва                      | Зазначено як | Зазначено як        | Роль                   | Примітки                                    | Ref.            |
| Рік          | Назва                      | Актор        | Виконавчий продюсер | Роль                   | Примітки                                    | Ref.            |
| ------------ | -------------------------- | ------------ | ------------------- | ---------------------- | ------------------------------------------- | --------------- |
| 1987         | Another World              | Так          | Ні                  | Кріс                   | 2 епізоди                                   | [ 118 ]         |
| 1987         | Growing Pains              | Так          | Ні                  | Джефф і Джонатан Кіт   | 2 епізоди                                   | [ 119 ]         |
| 1987         | Head of the Class          | Так          | Ні                  | Чак                    | Епізод: «Партнери»                          | [ 118 ]         |
| 1987         | Freddy's Nightmares        | Так          | Ні                  | Рік Остін              | Епізод: «Чорні квитки»                      | [ 119 ]         |
| 1987         | Dallas                     | Так          | Ні                  | Ренді                  | 4 епізоди                                   | [ 120 ]         |
| 1988         | Trial and Error            | Так          | Ні                  | The Bellboy            | Епізод: «Приємного апетиту»                 | [ 121 ] [ 122 ] |
| 1988         | A Stoning in Fulham County | Так          | Ні                  | Тедді                  | Телевізійний фільм                          | [ 118 ]         |
| 1988         | 21 Jump Street             | Так          | Ні                  | Петро                  | Епізод: «Найкращі роки твого життя»         | [ 118 ]         |
| 1990         | The Image                  | Так          | Ні                  | Оператор               | Телевізійний фільм                          | [ 123 ]         |
| 1990         | Too Young to Die?          | Так          | Ні                  | Біллі Кантон           | Телевізійний фільм                          | [ 123 ]         |
| 1990         | Glory Days                 | Так          | Ні                  | Вокер Лавджой          | 6 епізодів                                  | [ 124 ]         |
| 1992         | Two-Fisted Tales           | Так          | Ні                  | Біллі                  | Сегмент: «Король дороги»                    | [ 125 ]         |
| 1992         | Tales from the Crypt       | Так          | Ні                  | Біллі                  | Епізод: «Король дороги»                     | [ 126 ]         |
| 1998         | Saturday Night Live        | Так          | Ні                  | себе                   | Епізод «Девід Спейд/Ейгл-Ай Черрі»          | [ 127 ]         |
| 2001         | Friends                    | Так          | Ні                  | Вілл Кольбер           | Епізод: «Той із чутками»                    | [ 128 ]         |
| 2002         | Jackass                    | Так          | Ні                  | себе                   | 2 епізоди                                   | [ 129 ]         |
| 2003         | King of the Hill           | Так          | Ні                  | Патч Бумхауер (голос)  | Епізод: «Патч Бумхауер»                     | [ 130 ]         |
| 2008         | Pretty/Handsome            | Ні           | Так                 | —                      |                                             | [ 131 ]         |
| 2014         | Resurrection               | Ні           | Так                 | —                      | Епізод: «Той, хто повернувся»               |                 |
| 2014         | The Normal Heart           | Ні           | Так                 | —                      |                                             | [ 132 ]         |
| 2014         | Nightingale                | Ні           | Так                 | —                      |                                             | [ 133 ]         |
| 2016–2019    | The OA                     | Ні           | Так                 | —                      |                                             | [ 134 ]         |
| 2017–2018    | The Jim Jefferies Show     | Так          | Ні                  | Синоптик               | 7 серій, камео                              | [ 135 ]         |
| 2018–2019    | Sweetbitter                | Ні           | Так                 | —                      |                                             | [ 136 ]         |
| 2020–дотепер | Lego Masters               | Ні           | Так                 | —                      |                                             | [ 137 ]         |
| 2020         | The Third Day              | Ні           | Так                 | —                      | Епізод: «П'ятниця — Батько»                 |                 |
| 2020         | Celebrity IOU              | Ні           | Ні                  | себе                   | Епізод «Brad Pitt's Gifting a Backyard Pad» | [ 138 ]         |
| 2020         | Saturday Night Live        | Так          | Ні                  | Доктор Ентоні Фаучі    | Епізод: «Майлі Сайрус»                      | [ 139 ]         |
| 2021         | The Underground Railroad   | Ні           | Так                 | —                      | 10 епізодів                                 |                 |
| 2022–дотепер | Outer Range                | Ні           | Так                 | —                      |                                             | [ 140 ]         |
| 2023         | Dave                       | Так          | Ні                  | Люк Бредлі «Бред» Пітт | Епізод: «У пошуках кохання»                 | [ 141 ]         |
| 2024–дотепер | 3 Body Problem             | Ні           | Так                 | —                      |                                             | [ 142 ]         |

## Театр
| Рік  | Назва | Роль             | Місце проведення       | Примітки           | Ref.    |
| ---- | ----- | ---------------- | ---------------------- | ------------------ | ------- |
| 2012 | 8     | Vaughn R. Walker | Wilshire Ebell Theatre | Одиночне виконання | [ 143 ] |

## Виноски
1. ↑  The credit, for an invisible character with no lines, is a reference to Pitt's cameo in Deadpool 2.[113]